# Veglie
Veglie é uma comuna italiana da região da Puglia, província de Lecce, com cerca de 14.021 habitantes. Estende-se por uma área de 61 km², tendo uma densidade populacional de 230 hab/km². Faz fronteira com Campi Salentina, Carmiano, Leverano, Nardò, Novoli, Salice Salentino.

## Demografia
| Variação demográfica do município entre 1861 e 2011                               |
|                                                                                   |
| Fonte: Istituto Nazionale di Statistica (ISTAT) - Elaboração gráfica da Wikipedia |